# Base de lancement de Keweenaw

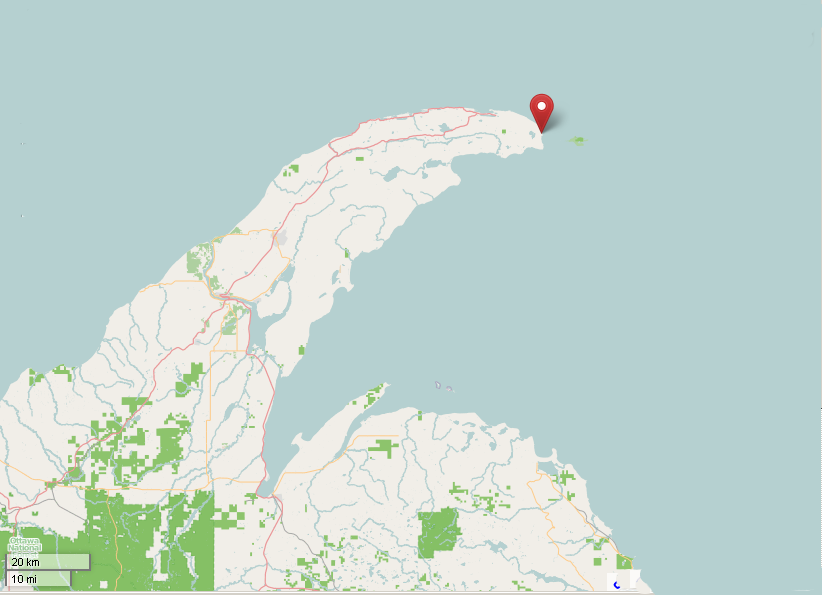
Le site au bout de la péninsule.

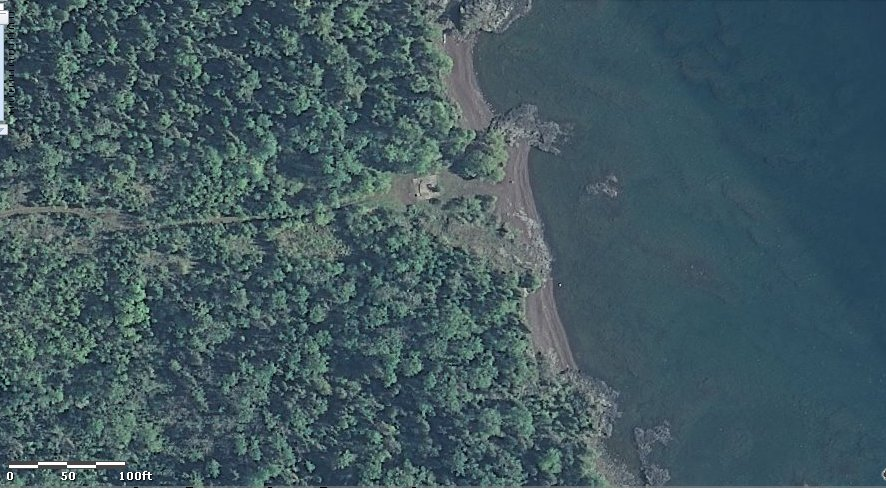
Vue de l'USGS des restes du site. Le petit édifice carré sur la plage représente tout ce qu'il reste du site (en 2013).

La base de lancement de Keweenaw (en anglais : Keweenaw Rocket Range) était une base de lancement isolée située sur la péninsule de Keweenaw dans l'état du Michigan, aux États-Unis. Elle a été utilisée entre 1964 et 1971 pour le lancement de fusées-sondes pour la collecte des données météorologiques.
Le projet était mené par la NASA avec la participation de l'Université du Michigan  sous la direction du Docteur Harold Allen. Keweenaw était l'un des six sites  disséminés sur le territoire de l'Amérique du Nord depuis lesquels étaient lancés des fusées sondes destinées à réaliser des mesures de la densité électronique, de la composition et de la distribution d'ions positifs, de la précipitation d'électrons énergétiques, des rayons X solaires, et du flux Lyman alpha.
Au début du projet des fusées-sondes de petite taille de type FFAR étaient lancées depuis une bouée mouillée entre la terre ferme et l'île de Manitou située à 4 km au large. Par la suite des fusées-sondes de grande taille tirées depuis des installations situées sur la terre ferme furent utilisées : des Arcas et des Nike-Apache. Ces dernières  longues de 8,5 mètres et d'une masse de 770 kg pouvaient monter jusqu'à une altitude de 160 km